# Букине (станція)
Букине — проміжна станція 5-го класу Харківської дирекції Південної залізниці, між зупинними пунктами Яхничів та 390 км. Передаточна станція Південної залізниці на цій лінії. Розташована в селі Букине Ізюмського району. На станції зупиняються усі приміські потяги Слов'янського напрямку. Станція відноситься до Харківської дирекції Південної залізниці.
Відстань до станції Основа — 140 км..